# Шепіт серця
«Шепіт серця» (яп. 耳をすませば мімі о сумасеба, досл. «якщо прислухатись») — японський анімаційний фільм студії Ґіблі 1995 року. Базується на манзі Хіраґі Аой. Сценарій фільму написав Міядзакі Хаяо, режисер Кондо Йошіфумі. Це дев'ятий фільм студії Ґіблі.

## Сюжет
Учениця старших класів токійської школи Цукішіма Шізуку помічає, що на бібліотечних картках книг, які вона читає, дуже часто трапляється одне й те ж прізвище: Амедзава Сейджі. Їй стає цікаво, хто ж цей хлопець, який перечитав усі ті книги, що й вона.
Одного разу Шізуку бачить у метро дивного кота: тварину, яка свідомо заходить у метро, сідає, їде на потрібну станцію і виходить. Йдучи за котом-пасажиром, Шізуку потрапляє до будинку, в якому розташувалася антикварна крамниця, окрасою якого є чарівна статуетка Барона — казкового кота із мінливими очима. Власник крамниці розповідає дівчинці легенду про Барона. Дівчинка так зацікавилася, що ледь не запізнилася відвезти батькові обід на роботу. Вона кидається бігти, але й цього разу забуває бенто. Її наздоганяє на велосипеді хлопець із паралельного класу, віддає обід і жартує, що вона дуже багато їсть.
Крамниця з Бароном вабить Шізуку, але довго вона не може туди потрапити знову — крамницю зачинено. Нарешті одного дня Шізуку входить до крамниці й застає там хлопця — онука крамаря. Незабаром вона довідується, що його звуть Амедзава Сейджі, це той самий хлопець, який читав книги. Оскільки Шізуку забарилася в крамниці з дідусем крамарем, його друзями музикантами й Сейджі, хлопець береться провести її додому. Виявляється, що він мріє навчитися робити скрипки й збирається поїхати вчитися до Кремони.
Наступного дня він приходить до класу Шізуку зі звісткою про те, що батьки відпускають його. Шізуку вирішує, що вона теж хоче кимось стати, не вступає до університету, а починає писати книгу про Барона, прислуховуючись до свого серця. Першою людиною, якій вона показує свій твір, став дідусь Сейджі. Вислухавши критику, дівчинка розуміє, що їй треба вчитися далі.
Одного дня перед самим світанком її будить, стукаючи у вікно, Сейджі. Він приїхав на канікули з Кремони. Молода пара зустрічає світанок разом.

## Особливості
В аніме, окрім напрочуд розумного кота, що подорожує в метро, немає нічого казкового й надприродного. Зате це один із найліричніших і найромантичніших фільмів про життя підлітків.
Як і у більшості фільмів, до яких причетний Міядзакі, щось у ньому літає, бодай уві сні.

## Музика
Основною музично темою фільму є пісня «Take Me Home, Country Roads», яку Шізуку перекладає японською, водночас пишучи пародію. У фільмі використаний запис пісні у виконанні Олівії Ньютон-Джон.

## Визнання
Хоча фільм мало знайомий не японській аудиторії, він входить в 10 найкращих анімаційних фільмів на IMDB (сьоме місце на грудень 2007 року).

## Інше
Образи Барона й напрочуд розумного товстенного кота, який привів Шізуку до крамниці, використаний студією Ґіблі в іншому фільмі «Котяча віддяка».
Годинник, що ремонтує власник крамниці, виготовила фірма «Porco Rosso», що являться посиланням до однойменного мультфільму цієї ж студії.